# Туншаньцзябу
Туншаньцзябу́ (кит. 同山加布峰, пиньинь tóngshānjiābùfēng) — вершина в центральной части Гималаев в 12 км к северо-западу от Кангпху-Канга (7204 м). Расположена на границе Бутана и Тибетского автономного района КНР. 103-я по высоте и четвёртая непокорённая вершина в мире. По данным SRTM высота Тонгшанджиабу составляет 7105 м и, таким образом, она возможно не входит в число высочайших гор (более 7200 м).